# Horizonte Europa

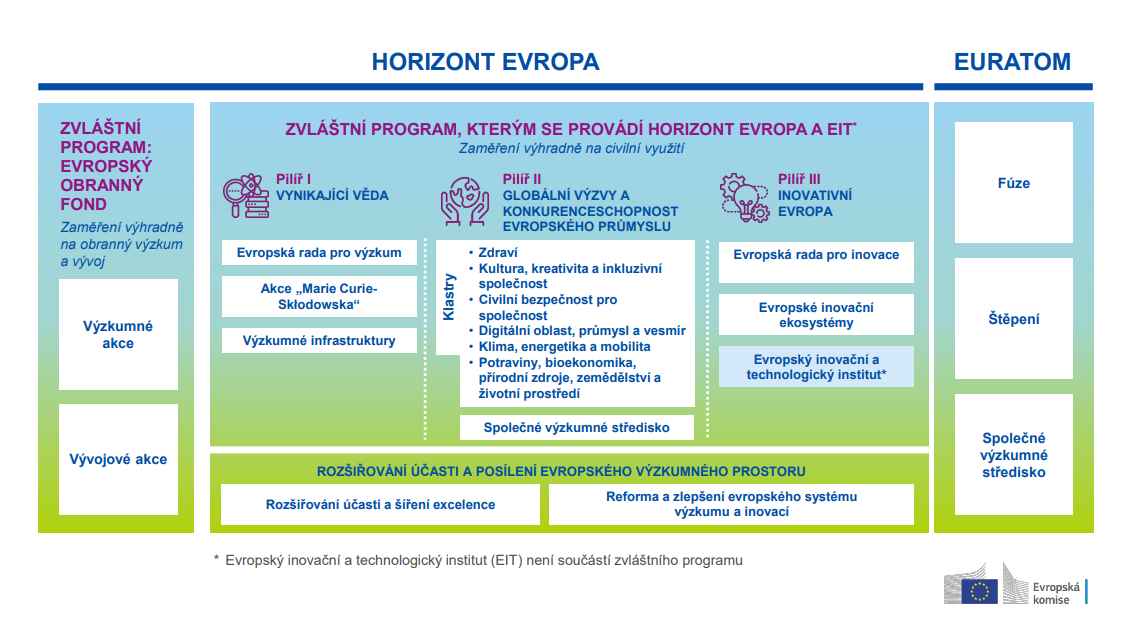
Pilares del Programa Marco Horizonte Europa

Horizonte Europa es el programa marco de investigación e innovación (I+I) de la Unión Europea (UE) para el período 2021-2027. Con un presupuesto de 95 517 millones de euros, su objetivo general es "alcanzar un impacto científico, tecnológico, económico y social de las inversiones de la UE en I+I, fortaleciendo de esta manera sus bases científicas y tecnológicas y fomentando la competitividad de todos los Estados Miembros". El Programa está diseñado con un enfoque hacia la inversión más que como un instrumento de financiación.

## Antecedentes
VII Programa Marco de I+D
El VII Programa Marco de Investigación y Desarrollo (VIIPM) fue el instrumento principal con el que contó la Unión Europea para financiar la investigación durante el periodo 2007-2013. El programa, aprobado por el Consejo Europeo el 18 de diciembre de 2006, contó con un presupuesto total de 50.521 millones de euros. También se destinaron 2.700 millones adicionales para el programa Euratom sobre investigación nuclear, que estuvo en marcha durante cinco años. 
El VIIPM se basó en los logros alcanzados por el VI Programa Marco de Investigación y Desarrollo y se ejecutó a través de cuatro programas específicos. El programa de Cooperación apoyó la investigación en cooperación en una serie de áreas temáticas específicas. El programa Ideas financió la investigación fundamental orientada por investigadores a través del Consejo Europeo de Investigación (CEI). El programa Personas apoyó la formación y el desarrollo profesional de los investigadores. El programa Capacidades apoyó la coordinación y el desarrollo de las infraestructuras de investigación, los grupos de investigación regional y la cooperación internacional, además de intensificar los vínculos entre la ciencia y la sociedad.
Horizonte 2020
Horizonte 2020 es el mayor programa de investigación e innovación en la Unión Europea con un presupuesto de casi 80 mil millones de € para el periodo 2014-2020. Su principal objetivo es asegurar la competitividad global de Europa. Es el programa marco que precede a Horizonte Europa cuyo plazo de ejecución será 2021-2027.
Horizonte 2020 cuenta con el respaldo político de los líderes europeos y los miembros del Parlamento Europeo. Coincidiendo en que la investigación es una inversión de futuro, Horizonte 2020 está en el centro del plan de la Unión Europea para el crecimiento y el empleo inteligente, sostenible e integrador.